# LSD
A lizergsav-dietilamid, rövidítve LSD vagy LSD-25 az ergolinok családjába tartozó pszichedelikus drog. Hatása alatt megváltozik az érzékelés, a gondolkodásmód és a létszemlélet. Szinesztéziát, valamint megváltozott idő-, és térérzékelést is okozhat. Leginkább rekreációs és önismereti céllal, illetve a pszichedelikus terápiához használják. Az LSD nem okoz fizikai függőséget, nincs bizonyíték agykárosító hatására, és toxicitása a küszöbdózishoz mérten rendkívül alacsony, viszont kedvezőtlen mentális hatásai lehetnek, mint például a szorongás, paranoia, vagy zavaró érzékcsalódások.
Az LSD-t először Albert Hofmann szintetizálta 1938-ban ergotaminból, amit Arthur Stoll vont ki anyarozsból (ami egy tipikusan rozson élősködő gombafajta) és ő tapasztalta először hatásait egy véletlen mérgezést követően. Az „LSD” elnevezés a szer korai kódnevéből, az „LSD-25”-ből származik, ami a német „Lysergsäure-diethylamid” rövidítése az anyag azonosítószámával követve. Az LSD érzékeny az oxigénre, az ultraibolya sugárzásra és a klórra (főleg oldott állapotban). Száraz és sötét helyen évekig eltartható. A tiszta LSD színtelen, szagtalan, íztelen szilárd anyag. Általában szájon át veszik be. Mivel egy adag szabad szemmel szinte láthatatlan, ezért adagonként kb. 6 mm oldalméretű, perforált itatóspapír-négyzetekre („bélyegre”) impregnálják. Másik, ritkábban előforduló formája a kb. 1 mm átmérőjű apró golyó, a „microdot”. Korábban, leginkább az USA-ban kockacukorra vagy zselatinra is kenték. Az LSD az egyik legpotensebb pszichedelikus anyag, 25-30 µg a küszöbdózisa.
Az 1950-es és 1960-as években az LSD-vel mintegy 1000 kísérletet, illetve terápiát folytattak, körülbelül 40 000 alanyon, illetve páciensen. Pszichiátriai és pszichoterápiás alkalmazása jelentős eredményeket hozott például az alkoholizmus kezelésében. Az LSD egyre elterjedtebb rekreációs használatára adott válaszlépésként azonban az USA drogháborút („War On Drugs”) hirdetett. Az 1966-os kaliforniai, az 1968-as teljes USA-beli, illetve az 1971-es ENSZ pszichotrop egyezmény alapján történt betiltások következtében az emberi alanyokon folytatott kísérletek megnehezültek és megszűntek. Ezeket a kísérleteket csak az utóbbi években kezdték újra.

## Hatásai

### Érzékelési

Egy kaleidoszkóp mintázata

Egy Mandelbrot-fraktál: a legtöbb pszichedelikus szer fraktálszerű illúziókat okoz

Az LSD 6–14 órán keresztül fejti ki hatását. Befolyásolja az érzékszervi ingerek, az időérzékelés, az érzelmek, az emlékezet és az általános tudatműködést. Az audiovizuális érzékelés változása tipikus.
Gyakran okoz nyitott és csukott szemmel is látható víziókat, például kaleidoszkópszerű vagy egyéb geometriai mintákat, mozdulatlan felületek mozgását („lélegző falak”), mozgó tárgyak mögötti utóképeket, „nyomvonalakat”, a színérzékelés felerősödését, új textúrák megjelenését tárgyakon, elmosódott látást. Az LSD használói gyakran számolnak be arról, hogy a mozdulatlan környezet megmagyarázhatatlan módon mozgalmassá válik, mintha a háromdimenziós tárgyak egy új térdimenzión keresztül mozognának.
Az LSD visszhangszerű hangtorzulásokat okozhat. Megváltoztatja az egyszerre hallott hangok megkülönböztetésének képességét és javítja a zenehallgatás élményét. A magasabb dózisok komolyabb érzékelés-csúszásokat is okozhatnak, például szinesztéziát vagy ideiglenes disszociációt.
Az LSD nem okoz a szó szoros értelmében vett hallucinációkat. Illúziók, az álomhoz hasonló látomások lépnek fel. Megváltozik a megszokott dolgok, tapasztalatok megjelenése, jelentése. Ezt némiképp cáfolja Feldmár. Kisebb dózisok esetén igaz a fenti megállapítás, de nagyobb például 500 vagy 1000 mikrogramm LSD olyan állapotot képes előidézni, amelyben a használó ténylegesen kiszakad térből és időből, és néha bizonyos lényeket is érzékel. Néhány perc akár egy órának is tűnhet. Sok esetleírásban olyan élményekről számolnak be, amelyeket szavakkal szinte lehetetlen megfogalmazni.

### Pszichológiai
Az LSD hatása („trip”) használónként változó, nagyban befolyásolják a bevétel előtti események, a lelkiállapot, a környezet és a bevett drog mennyisége. A hatások így alkalomról alkalomra is változhatnak, sőt egy trip különböző szakaszai is radikálisan különbözőek lehetnek. Timothy Leary szerint a hatások változatosságát a set és a setting eltérései okozzák; a set a használó lelkiállapotát, a setting pedig a fizikai és szociális környezetet jelenti. Ha a használó egy ellenséges, frusztráló környezetben fogyasztja az LSD-t, vagy nincs kellően felkészülve az LSD által okozott erőteljes érzékelési változásokra, akkor a hatásokat is valószínűsíthetően kellemetlennek fogja megélni. Viszont ha kényelmes környezetben; nyugodt, kiegyensúlyozott és nyitott lelkiállapotban fogyasztja, a hatásokat kellemesnek élheti meg.

Jellemző a használat utáni spirituális megnyílás érzése, mintegy rövid látogatás emléke egy másik valóságban. William Blake angol költő gyermekkora óta látomásokkal küszködött. Ezekről a látomásokról írta a Menny és Pokol házasság című munkájában a következőket:
Ha az érzékelés ajtói megtisztulnának, minden úgy tűnne fel az ember előtt, amilyen valójában: végtelennek.
Annak ellenére, hogy Blake ezt a művet 1790–1793 között írta, tehát 150 évvel az LSD hatásának felfedezése előtt, sokan úgy tartják, hogy az idézet kiválóan kifejezi az LSD által kiváltott állapotot. Az idézet rámutat, hogy az LSD segíti az alkotó tevékenységet és növeli a kreativitást. Nagyobb adagoknál felléphetnek keresztezett élmények, más néven szinesztézia: színek hallása, hangok látása. Az LSD hatására hosszú távú vagy maradandó személyiségváltozás is bekövetkezhet.
A hatások élménykategóriákba sorolhatóak Walter Pahnke és Bill Richards kutatásai alapján. Az élmények kialakulása a környezettől, a tapasztalattól és a szellemi fejlettségtől függenek.

### Testi
Az LSD pupillatágulást, emelkedett vagy csökkent étvágyat és megnövekedett éberséget okozhat. Az LSD egyéb testi hatásai lényegesen eltérőek lehetnek használónként, sokszor a mentális tevékenység megváltozásának következményei. Számoltak már be zsibbadásról, gyengeségérzetről, émelygésről, hipotermiáról és hipertermiáról, emelkedett vércukorszintről és pulzusról, libabőrről, fogcsikorgatásról, izzadásról, fokozott nyáltermelődésről, álmatlanságról, remegésről. Néhány használó, köztük a felfedező, Albert Hofmann is egy erős fémes íz érzékeléséről számoltak be.
Az LSD-t nem tartja addiktívnak az orvosi társadalom. Gyorsan kialakul a tolerancia többszörös használat után, ami az LSD hatásának drasztikus csökkenését okozza. Kereszttoleranciát is megfigyeltek az LSD, a meszkalin és a pszilocibin között. A tolerancia a drog fogyasztásának felfüggesztését követően napokon belül elmúlik és valószínűleg az 5-HT2A receptorok számának csökkenése okozza.

## Adagolás

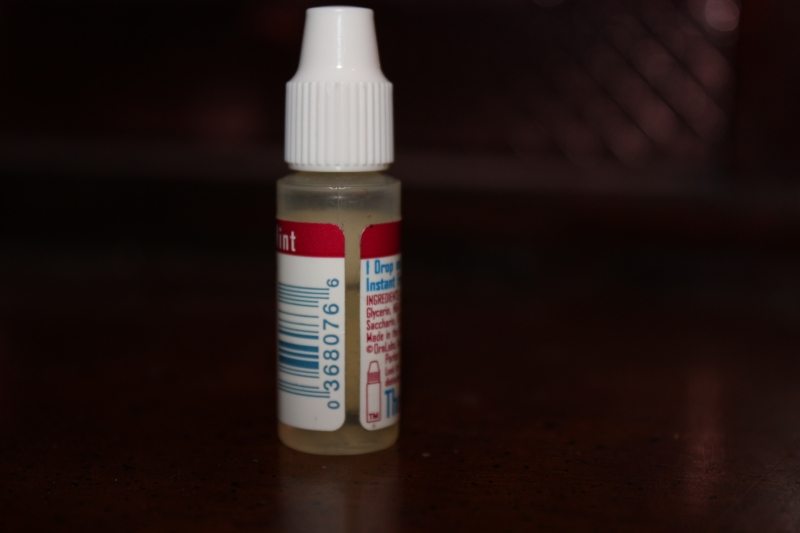
Folyékony LSD

Gyakorlatilag mindig szájon át fogyasztják. A blotter papírt többnyire a nyelv alatt tartják, így a hatóanyag a nyálkahártyán keresztül könnyen felszívódik a véráramba.
Az LSD rendes adagja 40 és 500 mikrogramm között van. Egy blotter papír körülbelül ekkora dózist tartalmaz. A küszöbdózis 25-30 mikrogramm körül van, 400 mikrogramm felett pedig különlegesen intenzív hatásokra lehet számítani.
Egyéb források szerint (Feldmár András: Tudatállapotok szivárványa): a küszöbdózis inkább 60-80 mikrogrammra tehető. A 90-es években „sárkányosnak” nevezett LSD bélyeg egy kereskedelmi egysége, ami egy negyed ábrának felelt meg, 500 mikrogrammot tartalmazott. Ebből egy negyed,
125 mikrogramm, enyhe tripet idéz elő átlag mentális állapotú 20-30 év közötti férfiaknál. 250 mikrogramm már komoly belső küzdelmet igényel, ha az illető utcán vagy nyilvános helyen van, de megfelelő helyen és társaságban még elviselhető.

### Kombinációk
Kannabisz fogyasztása drámai módon felerősítheti és megváltoztathatja az LSD hatását.
Alkohol kis mennyiségben jellemzően jól oldja a paranoid és skizoid tüneteket, „lehozza” a használót, de nem semlegesíti az alap- és stimuláns hatást, valamint fokozza a vakmerőségre való hajlamot.

## Veszélyei
Jelenleg nincs dokumentált LSD túladagolás okozta haláleset. Testileg jól tolerálható és nincs bizonyíték hosszútávú testi elváltozásra az agyban, vagy más szervekben.
Az LSD ideiglenesen ronthatja az értelmes döntéshozatali képességet, illetve a veszélyek felmérését, így fogyasztása megnöveli a balesetek kockázatát. Ideiglenes zavarodottságot, az absztrakt gondolkodás romlását, vagy a memória és figyelem csökkenésének jeleit okozhatja.

### Függőség
Pszichológiai függőséget alakíthat ki, azonban mivel rövid távon a tolerancia nagyon erős, erre kevés a reális esély. Testi függőséget (addikciót) nem okoz.

### Flashback
A flashback egy pszichológiai jelenség, amikor az LSD szubjektív hatásai a fogyasztás után is fellépnek, általában egy tipikus dózist követő egy-két napon belül. Ritkább esetben a flashbackek később is előjöhetnek, de ezek intenzitása általában enyhe egy valódi LSD triphez viszonyítva. A flashbackek előhozhatják a trip pozitívként és negatívként megélt részeit is. Általában alkohol, marihuána vagy koffein fogyasztása, illetve stressz vagy álmosság idézi elő. A flashbackeket nehéz kutatni és többé már nem tekinthetik őket pszichiátriai megbetegedésnek. Mindenesetre a köznyelvben továbbra is használják a kifejezést különböző drogmentes élmények jellemzésére, amik a pszichedelikus állapotra emlékeztetik az embert.
Jelenleg nincs konkrét magyarázat a flashbackre. Minden próbálkozásnak a flashbackek magyarázatára figyelembe kell vennie különböző megfigyeléseket:
1. Az LSD használók 70%-a soha nem élt át flashbacket.
2. A jelenség az LSD használathoz köthető, de ok-okozati viszonyt még nem sikerült bizonyítani.
3. Magasabb arányban élnek át flashbacket a pszichiátriai betegek, mint más használók.

Számos tanulmány igyekezett megállapítani, hogy mennyire valószínű a flashbackek megjelenése egészséges használók körében. A nagyobb kutatások, mint például Blumenfeld 1971-es, Naditch és Fenwick 1977-es kutatása 20% és 28%-ot kaptak. Érdekes, hogy Sidney Cohen 1960-as felmérése egy flashback jelenségről sem számolt be.

### Mentális betegségek
Az LSD pánikrohamot, extrém szorongást válthat ki, amit a köznyelvben „bad tripnek” neveznek. Hosszútávú szorongás kialakulását nem bizonyították, mindenesetre a szkizofrénia és a depresszió súlyosbodhat LSD hatására.

## Farmakodinamika

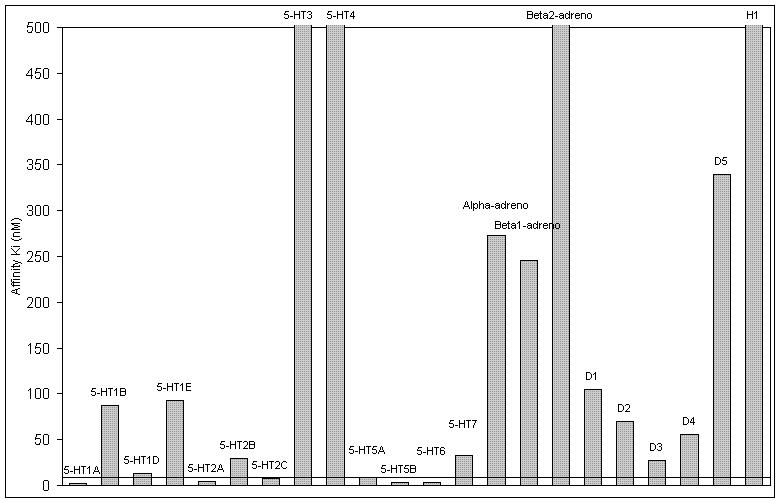
Az LSD kötődési affinitása különböző receptorokhoz. Az alacsonyabb disszociációs konstans (K_{i}) az LSD erősebb kötődését jelenti (magasabb affinitás). A vízszintes vonal az LSD átlagos plazmakoncentrációját jelzi, tehát azok a receptorok, amiknek a disszociációs konstansa a vonal fölött található nem valószínű, hogy hozzájárulnak az LSD hatásához. Az grafikon a K_{i}Database adatainak átlagolásával készült

Az LSD számos G-protein-kapcsolt receptoron hat, például az összes dopamin receptor altípuson és az összes adrenoreceptor altípuson. A legtöbb szerotoninerg pszichedelikum nem számottevően dopaminerg, az LSD egyedi ebben a vonatkozásban. Az LSD D2 dopamin receptor agonizmusa hozzájárul a pszichoaktív hatásához. Kötődik a legtöbb szerotonin receptor altípushoz az 5-HT3 és az 5-HT4 kivételével. Bár sokhoz túl alacsony affinitással ahhoz, hogy 10-20 nM-os agyi koncentrációval farmakológiai hatást tudjon kiváltani. Embereknél egy rekreációs LSD dózis az alábbi szerotonin receptorokon hat:
- 5-HT1A (Ki=1.1nM)
- 5-HT2A (Ki=2.9nM)
- 5-HT2B (Ki=4.9nM)
- 5-HT2C (Ki=23nM)
- 5-HT5A (Ki=9nM [klónozott patkány szöveten])
- 5-HT6 (Ki=2.3nM).

Az 5-HT5B receptorokhoz is magas affinitással kötődik, de ez a receptor nem található meg az emberekben. Az LSD pszichedelikus hatásáért az 5-HT2A receptor heteromerek kereszt-aktivációját tartják felelősnek. Számos, bár nem mindegyik 5-HT2A agonista pszichedelikus. Az 5-HT2A antagonisták blokkolják az LSD pszichedelikus hatását. Az LSD funkcionálisan szelektív az 5-HT2A és 5-HT2C receptorokra abban a tekintetben, hogy az endogén agonistával, a szerotoninnal ellentétben a foszfolipáz 2A enzim szignáltranszdukcióját aktiválja a foszfolipáz C enzim helyett. Az LSD által okozott pszichedélia pontos hatásmechanizmus ismeretlen, de úgy gondolják, hogy a szürkeállomány glutamát-kibocsátásának közvetett növelése áll a háttérben, ami ennek a területnek az izgalmi állapotát idézi elő, pontosabban a IV. és V. rétegét. Az LSD, mint számos más drog, aktiválja a DARPP-32 útvonalakat.
Az LSD javítja a dopamin D2R protomer felismerést és a jeltovábbítást a D2-5-HT2A receptorkomplexekben. Ez a mechanizmus hozzájárulhat az LSD pszichotikus hatásához.

## Története

### Előzmények

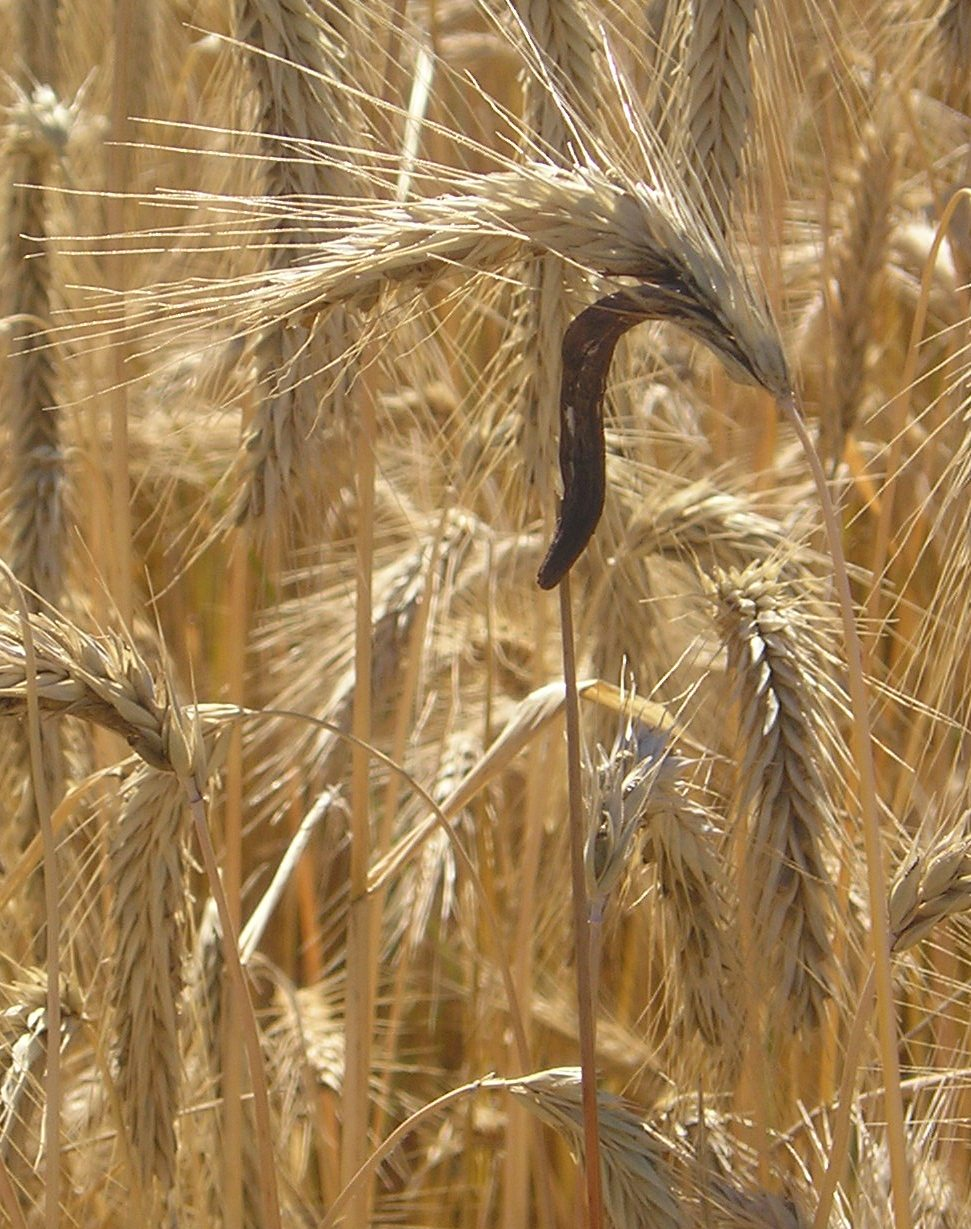
Az ergotizmus okozója az anyarozs (Claviceps purpurea)

Története az úgynevezett ergotizmus mikotoxikózis (gombamérgezés) vizsgálatával függ össze. Arthur Stoll a svájci Sandoz cég bázeli laboratóriumának vezetője már a századelőn gyógyhatású hatóanyagokat vont ki több növényből. 1918-ban az anyarozsnak nevezett gabonaparazita gombából vonta ki az ergometrint és az lizergsav(en)at. Ezeket az alkaloidákat a méhizom-összehúzó hatása miatt mind a mai napig a szülés megindítására és a szülés utáni vérzés megindítására használják. Emellett koffeinnel alkalmazva hatásos a migrénes fejfájás ellen, mivel érszűkítő. Az ergotizmus okozója az anyarozs (Claviceps purpurea), amely gabonákon, főleg rozson élősködő gomba. Nagy mennyiségben tartalmaz ergot alkaloidokat: lizergsavat, ergometrint és ergotoxint. Ezek közül az ergotizmust a lizergsav és az ergotoxin okozza. A betegség már az ókorban létezett, szédülést, hasi fájdalmat, a végtagok és testrészek elüszkösödését, hányást és zsibbadást okozott. Latinul „ignis sacer”-nek azaz „szent tűz”-nek nevezték, és tévesen sokáig járványnak és fertőzőnek tartották (még 1926-27-ből Oroszországból és 1928-ból Angliából van ilyen jellegű leírás). Gordon Wasson és Carl Ruck véleménye szerint a görögök Démétér kultuszhelyén Eleusziszben készített kykeón-nak nevezett üdítőital, amely mentát is tartalmazott, hallucinogén Claviceps paspali gombával fertőzött árpából készülhetett

### Felfedezés

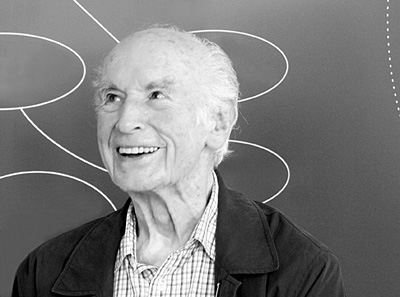
Albert Hofmann 2006-ban

1935-ben Albert Hofmann érdekesnek találta az ergot alkaloidokat, így felelevenítette az egyszer már lezárt kutatást. Elkészítette az alkaloidok alapvázát a lizergsavat. Munkájában csak minimális mennyiségű anyagot állított elő, de így is sikerült néhány új gyógyhatású anyagot előállítania. 1938-ban Hofmann a nikotinsavhoz hasonló N,N-lizergsav-dietil-amidot állított elő, remélve, hogy légzésstimuláló és az idegrendszerre is ható anyagot állít elő. A vegyület borkősavas sóját LSD-25-nek nevezte (ez volt a 25. előállított vegyület). Azonban a kísérleti állatoknál csak enyhe méhösszehúzó hatást tapasztaltak és némi nyugtalanságot. A vegyülettel nem foglalkozott tovább Hofmann, csak 1943-ban vette újra elő, amikor április 16-án újraszintetizálta az LSD-25-öt újabb farmakológiai kísérletekhez. Az előállított vegyületet át szerette volna kristályosítani, de hirtelen rosszul lett. Mivel péntek volt, hazament. Később egy jelentésben számolt be Stollnak a tapasztalatairól.
Múlt pénteken, 1943. április 16-án a délután közepén félbe kellett szakítanom a laboratóriumi munkámat és haza kellett mennem, ugyanis furcsa, könnyű szédüléssel párosuló nyugtalanság szállt meg. Otthon lefeküdtem, és bódulatszerű, de nem kellemetlen állapotba merültem, amire rendkívül élénk fantáziálás volt jellemző. Az alkonyatban csukott szemmel — a napfényt zavaróan élesnek érzékeltem —szakadatlanul fantasztikus, rendkívül plasztikus képek, és intenzív, kaleidoszkóp-szerű színes forgatag lepett meg. Körülbelül két óra múlva ez az állapot eltűnt.
Hofmann hamar rájött, hogy az LSD-25 lehet felelős a mérgezésért, de nehezen tudta elképzelni, hogyan juthatott a szervezetébe az anyag, mivel az anyarozs alkaloidok közismert mérgező volta hozzászoktatta a kínosan tiszta munkához. Végül arra jutott, hogy az átkristályosítás során mégis egy kevés LSD kerülhetett az ujjbegyére, ami a bőrén keresztül felszívódott. Mivel le szerette volna ellenőrizni, hogy elmélete helyes-e, így három nappal később egy 250 mikrogrammos LSD-oldatot alkalmazott önmagán. A kezdődő hatások (szédülés, szorongásérzés, látászavarok, bénultság, nevetőgörcs) miatt asszisztense társaságában hazatért kerékpárral. (Az LSD-szubkultúrában emiatt ünneplik április 19-én a Biciklinapot.) Az egyre ijesztőbb, halálfélelemmel teli, a külvilág széthullásával és az Én felolvadásával járó hatásokat a szomszédoktól hozatott tejjel próbálta „méregteleníteni”. A később kihívott háziorvos azonban semmilyen szokatlan tünetet nem tudott megállapítani a rendkívül tág pupillákon kívül; a pulzus, vérnyomás és légzés normális volt. Hofmann ijedelme lassan elpárolgott, és valójában elkezdte élvezni a „kaleidoszkópszerűen változó tarka, fantasztikus képzetek és szín-szökőkutak töretlen folyamát”.
Hiábavalónak tűnt az akaratom minden igyekezete arra, hogy megállítsam a külvilág széthullását, és énem feloldódását. Egy démon hatolt belém, és átvette a hatalmat a testem, az érzékeim és a lelkem fölött... Az anyag, amivel kísérletezni akartam, végül legyőzött... Innentől valójában elkezdtem élvezni a - csukott szemem mögött tovább tartó - színek és formák hallatlan játékát. Kaleidoszkópszerűen változva leptek meg tarka, fantasztikus képzetek, amelyek körökben és spirálokban nyíltak és csukódtak be újra, szín-szökőkutak fakadtak, átrendeződtek és keresztezték egymást egyetlen töretlen folyamban.
Kiderült, hogy az LSD az akkor ismert legerősebb hallucinogénnél a mexikói peyotl kaktusz (Lophophora williamsi) hatóanyagánál 4000-szer erősebb anyag. A Zürichi Egyetemen vizsgálatok kezdődtek a szer hatásáról. A Sandoz cég által Delysid néven forgalmazott pszichofarmakonnal mesterségesen lehetett a szkizofrénia tüneteit előidézni. Így széles körű pszichológiai és pszichiátriai vizsgálatok kezdődtek meg a szerrel.

### Elterjedés
Az 1950-es években sorra nyíltak meg a világ különböző pontjain az LSD-klinikák. Az első ellenérzések a szerrel kapcsolatban az 1960-as években jelentkeztek. Néhány 1967-es tanulmány arról számol be, hogy az LSD-használók kromoszómái erősebben töredeznek, mint a nem használóknál, ezt azonban egyértelműen sikerült megcáfolni. Valójában mai napig nem ismertek toxikus hatásai. A pszichoaktív vizsgálatok mellett a hírszerzés is több kísérletet végzett az LSD-vel, elsősorban „igazságszérumot” kívántak előállítani, amivel az elfogott ellenséges katonákból kiszedhetők bizonyos információk. Először az SS kísérletezett ezzel a dachaui koncentrációs táborban (itt meszkalint használtak), de a háború után mind az amerikaiak, mind a szovjetek vizsgálódtak ilyen területen. Az LSD azonban a hírszerzés számára nem bizonyult ilyen tekintetben hasznosnak. Az 1950-es évek közepétől tört be a művészetekbe is. Aldous Huxley meszkalinos élményei alapján írt „Az észlelés kapui” című munkája volt a pszichedelikus szubkultúra indító műve. Az amerikai fiatalság körében történő tömeges elterjedés, az LSD-hez kapcsolható újszerű, autonóm életmódok és ideológiák, valamint a kapcsolódó felelőtlen szerhasználat nagy fokú médiahisztériát váltottak ki. Ráadásul az LSD-t használók egy része (pl. a hippi-szubkultúra) kifejezetten ellenezte az USA akkori vietnámi háborúját. Ezek hatására az LSD birtoklását Kaliforniában 1966-ban, az egész USA-ban pedig 1968-ban tiltották be. 1971-ben az LSD felkerült az ENSZ pszichotrop anyagokról szóló bécsi egyezményének I. jegyzékére, amelyet Magyarország 1979-ben hirdetett ki törvényerejű rendelettel.

## LSD és a művészet
Az LSD és a művészet kapcsolata a '60-as években, a hippikorszakban kezdődött, nagy hatással volt az acid rock kialakulására, de a pop-art fejlődésére, a filmművészetre és a képzőművészetre is nagy hatással volt.

## Szakkifejezések jelentése
- trip: Az LSD és más pszichedelikus szerek hatásainak összefoglaló neve.
- set: A szer fogyasztásának pszichés tényezői: felkészülés, érzelmi állapot, használati célok, elvárások.
- setting: A szer fogyasztásának fizikai tényezői: környezet, helyszín, társaság, de beleértve például a zeneválasztást és a trip alatti tevékenységeket is.
- sitter: Egy megbízható ismerős vagy jó barát a fogyasztó felügyeléséhez a pszichedelikus élmény ideje alatt.
- bad trip: Ijesztő trip, mely során nagy fokú zavarodottság, félelem, pánik, visszatérő rossz gondolatok léphetnek fel.
- bélyeg (blotter): Körülbelül 6*6 mm-es oldalméretű perforált itatóspapír-négyzet, melyre LSD-t itattak fel vagy cseppentettek rá.

## Megnevezései a szlengben
acid, bélyeg, lap, blotter, papír, tapéta, csiriz, trip, fecni, poszter, varázsablak/varázsüveg, sajt, plakát, hofi (lásd itt), képeslap, képregény, lecsó, trikó, trinyó, sav